# Giuncaggio
Giuncaggio é uma comuna francesa na região administrativa de Córsega, no departamento da Alta Córsega. Estende-se por uma área de 16,15 km². 